# Sommera chiapensis
Sommera chiapensis är en måreväxtart som beskrevs av Townshend Stith Brandegee. Sommera chiapensis ingår i släktet Sommera och familjen måreväxter. Inga underarter finns listade i Catalogue of Life.